# Gauliga Baden 1940/41
Die Gauliga Baden 1940/41 war die achte Spielzeit der Gauliga Baden (seit 1939: „Bereichsklasse Baden“) im Fußball. Die Liga startete am 1. September 1940 und endete am 11. Mai 1941. Nachdem die Liga in der Vorsaison bedingt durch den Kriegsausbruch in mehrere Staffeln aufgeteilt worden war, spielte man in diesem Jahr wieder eingleisig mit zehn Mannschaften. Allerdings zog der FC Birkenfeld seine Mannschaft auf Grund von zahlreichen Neueinberufungen nach zehn Spieltagen zurück und stand damit frühzeitig als erster Absteiger fest. An der Spitze duellierten sich in dieser Spielzeit zwei Mannschaften, die in den Jahren zuvor nie in den Kampf um die Meisterschaft eingegriffen hatten: der VfL Neckarau und der VfB Mühlburg. Im Rückspiel der beiden Stadtteilvereine aus Mannheim und Karlsruhe sorgte ein deutliches 4:1 auf dem Platz an der Altriper Fähre für die Vorentscheidung zugunsten des VfL Neckarau. Mühlburg, nach der Hinrunde noch ungeschlagener Tabellenerster, blieb somit nur die Vizemeisterschaft. Damit wurde auch im achten Gauliga-Jahr ein Mannheimer Verein Meister, nachdem sich zuvor der SV Waldhof vier und der VfR Mannheim drei badische Titel gesichert hatten. In der Endrunde um die deutsche Meisterschaft war der VfL jedoch chancenlos. Als zweiter Absteiger neben Birkenfeld musste der Karlsruher FV den Gang in die Bezirksklasse antreten.

## Kreuztabelle
Die Kreuztabelle stellt die Ergebnisse aller Spiele dieser Saison dar. Die Heimmannschaft ist in der linken Spalte, die Gastmannschaft in der oberen Zeile aufgelistet.
| 1940/41                | VfL Neckarau | VfB Mühlburg | SV Waldhof Mannheim | VfR Mannheim | Freiburger FC | FC Phönix Karlsruhe | SpVgg Sandhofen | 1. FC Pforzheim | Karlsruher FV | 1. FC 08 Birkenfeld |
| ---------------------- | ------------ | ------------ | ------------------- | ------------ | ------------- | ------------------- | --------------- | --------------- | ------------- | ------------------- |
| VfL Neckarau           |              | 4:1          | 1:0                 | 1:0          | 2:1           | 2:0                 | 4:1             | 3:0             | 7:1           | 4:0                 |
| VfB Mühlburg           | 1:0          |              | 4:1                 | 7:0          | 3:1           | 1:0                 | 2:0             | 2:0             | 10:0          | -:-                 |
| SV Mannheim-Waldhof 07 | 2:4          | 1:1          |                     | 1:4          | 1:2           | 5:0                 | 5:1             | 6:2             | 4:2           | 5:2                 |
| VfR Mannheim           | 2:3          | 8:3          | 1:2                 |              | 4:2           | 8:2                 | 7:2             | 1:0             | 1:0           | -:-                 |
| Freiburger FC          | 2:4          | 1:3          | 0:3                 | 1:1          |               | 4:3                 | 6:4             | 2:0             | 5:0           | -:-                 |
| FC Phönix Karlsruhe    | 0:5          | 1:1          | 0:6                 | 2:2          | 3:2           |                     | 4:5             | 3:0             | 5:0           | 5:3                 |
| SpVgg Sandhofen        | 2:2          | 2:2          | 4:2                 | 2:2          | 1:2           | 2:3                 |                 | 3:2             | 2:0           | 1:0                 |
| 1. FC Pforzheim        | 2:3          | 2:4          | 1:3                 | 3:0          | 3:4           | 10:1                | 4:2             |                 | 4:0           | 9:1                 |
| Karlsruher FV          | 2:1          | 0:9          | 0:2                 | 0:0+         | 1:7           | 0:3                 | 4:3             | 1:5             |               | -:-                 |
| 1. FC 08 Birkenfeld    | -:-          | 1:2          | -:-                 | 1:2          | 3:1           | -:-                 | -:-             | 0:3             | 1:2           |                     |

## Abschlusstabelle
| Pl. | Verein                     | Sp. | S  | U | N  | Tore    | Quote | Punkte |
| --- | -------------------------- | --- | -- | - | -- | ------- | ----- | ------ |
| 1.  | VfL Neckarau               | 16  | 13 | 1 | 2  | 046:170 | 2,71  | 27:50  |
| 2.  | VfB Mühlburg               | 16  | 11 | 3 | 2  | 054:210 | 2,57  | 25:70  |
| 3.  | SV Mannheim-Waldhof 07 (M) | 16  | 9  | 1 | 6  | 044:270 | 1,63  | 19:13  |
| 4.  | VfR Mannheim               | 16  | 8  | 3 | 5  | 041:310 | 1,32  | 19:13  |
| 5.  | Freiburger FC              | 16  | 8  | 1 | 7  | 042:360 | 1,17  | 17:15  |
| 6.  | FC Phönix Karlsruhe        | 16  | 5  | 2 | 9  | 030:530 | 0,57  | 12:20  |
| 7.  | SpVgg Sandhofen            | 16  | 4  | 3 | 9  | 036:510 | 0,71  | 11:21  |
| 8.  | 1. FC Pforzheim            | 16  | 5  | 0 | 11 | 038:380 | 1,00  | 10:22  |
| 9.  | Karlsruher FV              | 16  | 2  | 0 | 14 | 011:680 | 0,16  | 04:28  |
| 10. | 1. FC 08 Birkenfeld a      | 0   | 0  | 0 | 0  | 000:000 | 1,00  | 0:0    |

| (M) | Titelverteidiger |

## Aufstiegsrunde
Durch die nachträgliche Erweiterung der Gauliga Baden 1941/42 stiegen neben den beiden Siegern der Aufstiegsrunde auch die zweitplatzierten Vereine auf.

### Gruppe Nord
| Pl. | Verein                                                         | Sp. | S | U | N | Tore    | Quote | Punkte |
| --- | -------------------------------------------------------------- | --- | - | - | - | ------- | ----- | ------ |
| 1.  | VfTuR Feudenheim (Sieger 1. Klasse Staffel I Mannheim)         | 8   | 7 | 0 | 1 | 045:500 | 9,00  | 14:20  |
| 2.  | TSG Plankstadt (Sieger 1. Klasse Staffel II Necker-Elsenz)     | 8   | 4 | 2 | 2 | 021:240 | 0,88  | 10:60  |
| 3.  | VfR Pforzheim (Sieger 1. Klasse Staffel IV Mittelbaden)        | 8   | 3 | 1 | 4 | 017:240 | 0,71  | 07:90  |
| 4.  | FVgg Weingarten (Sieger 1. Klasse Staffel VI Mittelbaden)      | 8   | 2 | 1 | 5 | 011:290 | 0,38  | 05:11  |
| 5.  | FC Südstern Karlsruhe (Sieger 1. Klasse Staffel V Mittelbaden) | 8   | 2 | 0 | 6 | 017:290 | 0,59  | 04:12  |

### Gruppe Süd
Aus den sechs Bezirken im südlichen Bereich Badens nahmen nur drei Vereine an den Aufstiegsspielen teil. Der Kehler FV, der FC Rheinfelden (Sieger 1. Klasse Staffel IX) und der VfR Konstanz (Sieger 1. Klasse Staffel XI) verzichteten.
| Pl. | Verein                                                  | Sp. | S | U | N | Tore    | Quote | Punkte |
| --- | ------------------------------------------------------- | --- | - | - | - | ------- | ----- | ------ |
| 1.  | SC i.d. FT Freiburg (Sieger 1. Klasse Staffel Breisgau) | 4   | 3 | 1 | 0 | 008:300 | 2,67  | 07:10  |
| 2.  | FC Rastatt 04 (Sieger 1. Klasse Staffel VII Oos-Murg)   | 4   | 1 | 1 | 2 | 003:400 | 0,75  | 03:50  |
| 3.  | FV St. Georgen (Sieger 1. Klasse Staffel Schwarzwald)   | 4   | 1 | 0 | 3 | 003:700 | 0,43  | 02:60  |

## Statistiken

### Torschützen
| Rang | Spieler        | Verein          | Tore |
| ---- | -------------- | --------------- | ---- |
| 1    | Willi Preschle | VfL Neckarau    | 25   |
| 2    | Eugen Fischer  | VfB Mühlburg    | 17   |
| 3    | Hugo Rastetter | VfB Mühlburg    | 16   |
| 4    | Reinhold Geörg | SpVgg Sandhofen | 15   |
| 5    | Oskar Scherer  | Freiburger FC   | 13   |

### Zuschauer
- Spiel mit den meisten Zuschauern: VfL Neckarau – VfB Mühlburg (2. März 1941; 5.500 Zuschauer)